# Synaphosus daweiensis
Synaphosus daweiensis är en spindelart som beskrevs av Yin, Bao och Peng 2002. Synaphosus daweiensis ingår i släktet Synaphosus och familjen plattbuksspindlar. Inga underarter finns listade i Catalogue of Life.